# 桑島由一
桑島 由一（くわしま よしかづ、男性、1977年9月26日 - ）は、日本のゲームシナリオライター・作詞家・音楽プロデューサー。東京都目黒区出身。

## 略歴
中学時代はひきこもりがちだった。当時、小説は難しいものだと思い込んでおり、ほとんど読んだことがなかったが、ライトノベルに触れ、小説を読むようになる。
その後、ひきこもりつつインターネット上で日記を掲載し、やがて小説を書き始める。そこから仕事の話が舞い込み、桑島ユウキ名義で『デビッターズ 返して・勇者さま!』（1999年）を執筆、次第にゲーム関連のシナリオを担当するようになる。
また、電気グルーヴの影響でテクノにハマり、独学で音楽制作を行うようになる。E TICKET PRODUCTION名義でアイドルラップグループ・ライムベリーのプロデュースを2011年の結成から2015年2月まで担当。2017年には初の作品集『E TICKET RAP SHOW』（IDOL NEWSING）をリリースした。
影響を受けた作家は村上春樹。好きな音楽はテクノ、ナゴムレコード。

## 主な作品

### 小説
メディアファクトリー・MF文庫J
- 神様家族
- 南青山少女ブックセンター
- グリーングリーン ナイショの同級生
- グリーングリーン おとこのこおんなのこ

集英社・スーパーダッシュ文庫
- TO THE CASTLE
- TO THE CASTLE DISCO UNDERGROUND
- ポイポイポイ

角川書店・角川スニーカー文庫
- 大沢さんに好かれたい。

マイクロマガジン・二次元ドリームノベルズ
- 魔法少女リオ

### 書籍
- 引きこもりマニュアル・英知出版
- moetan II・三才ブックス（ストーリー部分執筆）

### 作詞
- Brand New Morning（神様家族のOP）
- 図書館では教えてくれない、天使の秘密（神様家族のED）
- きっとずっときっとね（神様家族 応援願望の主題歌）
- グリーン・グリーン（グリーングリーンのOP）
- 星空（グリーングリーン）
- 男の子（グリーングリーン）
- 空に届く（グリーングリーン）
- スクールバス（グリーングリーン）
- 彩り（グリーングリーン）
- ハローグッバイ（グリーングリーン）
- スカート（グリーングリーン）
- セカンドサマーオブラブ（グリーングリーン）
- キャラメル（グリーングリーン）
- あなたのところ（グリーングリーン）
- ガラスの鏡～顔冒険～（グリーングリーン）
- Ashberry（エーデルワイス）
- Remember（エーデルワイス）
- アキバで抱きしめて～HOLD ON ME@AKIHABARA～（私立アキハバラ学園）
- LINK（私立アキハバラ学園）
- 妹でもいいの（私立アキハバラ学園）
- 私立アキハバラ学園校歌（私立アキハバラ学園）
- 笑顔（てんたま2wins）
- 恋人大作戦（White Princess）
- AM1：00（White Princess）
- ONLY YOUR WITCH（魔女のお茶会）
- CHANGE OF LIFE（魔女のお茶会）
- TOO LATE（魔女のお茶会）
- 恋（魔女のお茶会）
- BITE（魔女のお茶会）
- とおせんぼ（魔女のお茶会）
- プカプカ（スイートレガシー）
- ゴー☆ホーム!（スイートレガシー）
- DOOR（カナリア 〜この想いを歌に乗せて〜）
- L-F（カナリア 〜この想いを歌に乗せて〜）
- サイン（カナリア 〜この想いを歌に乗せて〜）
- ノナカニ（カナリア 〜この想いを歌に乗せて〜）
- I LOVE YOU（カナリア 〜この想いを歌に乗せて〜）
- メロディー（カナリア 〜この想いを歌に乗せて〜）
- ホワイトノート（カナリア 〜この想いを歌に乗せて〜）
- Holiday’s Bubble（カナリア 〜この想いを歌に乗せて〜）
- カナリア（カナリア 〜この想いを歌に乗せて〜）
- シールド（カナリア 〜この想いを歌に乗せて〜）
- ナニカ（カナリア 〜この想いを歌に乗せて〜）
- ガッデーム&ジュテーム（ガッデーム&ジュテーム）
- SONG（らぶドル 〜Lovely Idol〜）
- ありがとう（らぶドル 〜Lovely Idol〜）
- スリーピングラビット（らぶドル 〜Lovely Idol〜）
- キャラ作ってないみう（いただきじゃんがりあん）
- CARNIVAL（CARNIVAL）
- 終末のフラクタル(グリザイアの果実)
- HOME(グリザイアの果実)
- SKIP(グリザイアの果実)
- 迷いの森(グリザイアの果実)
- この日のままで(グリザイアの果実)
- 瓦礫に咲く花（南條愛乃）[3]

### ドラマCD脚本
- カナリア～この想いを歌に乗せて～オリジナルドラマCDplusえくすとらVOL1
- カナリア～この想いを歌に乗せて～オリジナルドラマCDplusえくすとらVOL2
- グリーングリーン ORIGINAL DORAMA CD vol.1
- グリーングリーン ORIGINAL DORAMA CD vol.2
- 「グリーングリーン」ドラマアルバム 鐘ノ音スラップスティック
- 『Kissing!!』 オリジナルドラマアルバム 「アフター クリスマス ラバーズ」

### イラスト
- 雑学不満足・マイクロデザイン（イラストで参加）

### ゲーム作品
- カナリア 〜この想いを歌に乗せて〜
- グリーングリーン
- 魔女のお茶会
- 私立アキハバラ学園
- ガッデーム&ジュテーム
- CARNIVAL
- グリーングリーン2 恋のスペシャルサマー
- Re:
- ボンバーヘッヘ
- グリザイアの果実(松嶋 みちる)
  - グリザイアの迷宮
  - グリザイアの楽園
  - アイドル魔法少女ちるちる☆みちる
- イノセントガール
  - Purino Party
- 果つることなき未来ヨリ
- ATRI -My Dear Moments-

### ラジオ
- クラブ・グリザイア（構成作家）

### 漫画原作
- ラスボスラブデス/ラスボスラブデス（漫画：瀬口たかひろ、『マンガクロス』2023年8月1日[4] - 2024年12月3日[5]）